# Worth Bagley
Worth Bagley (ur. 6 kwietnia 1874 w Raleigh, zginął 11 maja 1898 pod Cárdenas na Kubie) − amerykański wojskowy, jedyny oficer United States Navy zabity w boju w czasie wojny amerykańsko-hiszpańskiej w 1898 roku.

## Życiorys
Worth Bagley wstąpił do United States Naval Academy w 1891 roku. Ukończył ją jako midszypmen w 1895 roku i, po dwóch latach służby, został awansowany do stopnia Ensign (najniższy stopień oficerski w US Navy, po części odpowiednik podporucznika marynarki) i skierowany do załogi torpedowca USS „Winslow”. Od kwietnia 1898 roku, po wybuchu wojny z Hiszpanią, służył w rejonie północnego wybrzeża Kuby.
11 maja 1898 roku „Winslow” wpłynął do portu w Cárdenas, aby uzupełnić węgiel z jednego ze stacjonujących tam dużych okrętów amerykańskich. Dowódca stacjonującej tam eskadry skierował torpedowiec, wraz z kanonierką USS „Wilmington” i kutrem straży celnej „Hudson”, na patrol w poszukiwaniu zauważonych hiszpańskich jednostek wojennych. Wczesnym popołudniem „Winslow” stał się celem dla hiszpańskich dział artylerii brzegowej. Pierwszy celny pocisk zniszczył urządzenie sterowe. Wkrótce trafiona została również jedna z maszynowni i torpedowiec, osłaniany teraz przez pozostałe amerykańskie okręty, stał się niezdolny do walki. Z kutra „Hudson” podano hol i Amerykanie zaczęli wycofywać się poza zasięg hiszpańskiej artylerii. Odłamki kolejnego pocisku, który rozerwał się w rejonie rufowej maszynowni, zabiły jednak pięciu członków załogi torpedowca: Wortha Bagleya i czterech marynarzy. Ensign Bagley stał się w ten sposób jedynym oficerem US Navy zabitym w boju podczas wojny 1898 roku.
Na cześć Wortha Bagleya nazwano trzy kolejne okręty US Navy: torpedowiec USS „Bagley” (TB-24) oraz niszczyciele USS „Bagley” (DD-185) i USS „Bagley” (DD-386). Czwarty okręt o tej nazwie, fregata USS „Bagley” (FF-1069) typu Knox, została nazwana dla uhonorowania zarówno Wortha Bagleya, jak i jego młodszego brata, admirała Davida W. Bagleya.